# Flughafen Bujumbura

i7
i11
i13
Der Flughafen Bujumbura „Melchior Ndadaye“ (französisch Aéroport International de Bujumbura – Melchior Ndadaye, IATA-Code: BJM, ICAO-Code: HBBA) ist ein internationaler Verkehrsflughafen im ostafrikanischen Binnenstaat Burundi. Der Airport liegt etwa elf Kilometer außerhalb der Stadt Bujumbura. Im Jahr 2017 wurden etwa  208.616 Passagiere registriert. Die Regierung Burundis betreibt den Flughafen.
Der Flughafen hat einen Runway mit einer Länge von 3600 Metern, von dem ein Anflug per Instrumentenlandesystem möglich ist. Die Kapazitäten des Flughafens reichen für eine Boeing 747 aus. Ein Taxi-Service bietet Reisenden die Möglichkeit zum Transport nach Bujumbura. 

## Geschichte
Der Flughafen wurde 1952 eröffnet.
Am 1. Juli 2019 wurde der Flughafen nach Melchior Ndadaye, dem ersten demokratisch gewählten Präsidenten Burundis, der im Oktober 1993, drei Monate nach seiner Wahl, durch einen Staatsstreich ermordet wurde, benannt.

## Fluggesellschaften und Ziele
Am Flughafen sind hauptsächlich afrikanische Fluggesellschaften tätig, die z. B. Städte wie Kigali, Nairobi oder Addis Abeba anfliegen.